# HMS Exeter (D89)
HMS Exeter (D89) è un cacciatorpediniere Type 42 ed è stata la quinta nave da guerra della Royal Navy britannica ad essere intitolata in onore della città di Exeter, nel Devon. Venne costruita nei cantieri Swan Hunter, impostata il 22 luglio 1976, varata il 25 aprile 1978 ed entrò in servizio il 19 settembre 1980.

## Servizio
La Exeter prestò servizio durante la Guerra delle Falklands dove abbatté quattro aerei argentini, ha inoltre partecipato all'Operazione Granby durante la guerra del golfo nel 1991, sotto il comando del capitano Nigel Essenhigh. Nel 2005 ha preso parte alla Rivista navale internazionale in occasione del duecentesimo anniversario della battaglia di Trafalgar.
La Exeter è stata radiata il 27 maggio 2009 e venduta per la demolizione alla Leyal Ship Recycling, con base in Turchia, venendo rimorchiata da Portsmouth il 23 settembre 2011.